# 霍蘭鎮區 (密蘇里州佩米斯科特縣)
霍蘭鎮區（英語：Holland Township）是位於美國密蘇里州佩米斯科特縣的一個行政鎮區。

## 地方資料
霍蘭鎮區的面積為67.69平方千米，當中陸地面積為67.41平方千米，而水域面積為0.28平方千米。根據2020年美國人口普查的數據，當地共有人口489人，而人口密度為每平方千米7.22人。